# Rafał Majewski

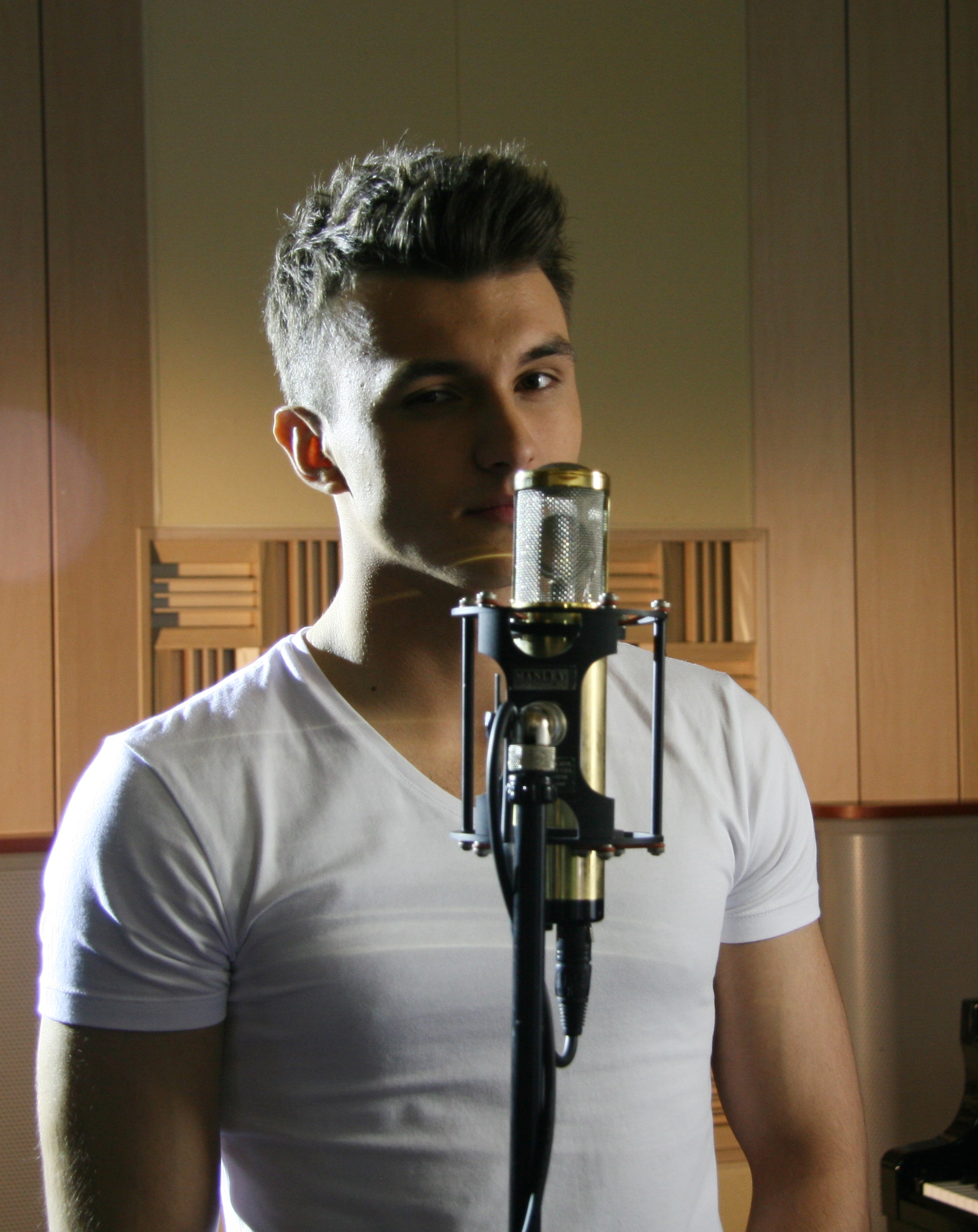
Rafał Majewski (2013)

Rafał Majewski (* 19. Juni 1991 in Płock, Polen) ist ein polnischer Soul- und Pop-Sänger.

## Karriere

### X-Factor
2011 nahm Rafał Majewski an der ersten polnischen Staffel der Castingshow X-Factor teil und qualifizierte sich mit dem Cover des Musikstücks A Song for You von Donny Hathaway unter die 20 besten Teilnehmer der Fernsehsendung. Kuba Wojewódzki, einer der Juroren der Show, bezeichnete ihn als den „Sinn dieser Sendung“. Das Video mit der Aufnahme seines Auftritts wurde bei YouTube bereits über eine halbe Million Mal aufgerufen.

### Debütsingle
Im September 2012 ist die erste Single Majewskis, Inara Lyn, erschienen. Die Musik dazu wurde von dem Komponisten und Pianisten Stefan Gąsieniec komponiert, den Text des Liedes schuf Paulina Przybysz, die aus der Band Sistars bekannt ist. Die Single Inara Lyn wurde von polnischen und internationalen Radiosendern gespielt (u. a. in den USA und in Deutschland). Inara Lyn erhielt auch einen Platz auf dem Album Smooth Jazz Cafe vol. 12 – einer in Polen seit Jahren erscheinenden, beliebten Kompilation von Musikstücken, für die der bekannte Radiojournalist Marek Niedźwiecki mit seinem Namen wirbt. Der Song ist auf der CD neben Titeln weltberühmter Musikstars wie Sting oder Paul McCartney zu finden. Bis November 2013 hat das Musikvideo zu Inara Lyn bei YouTube bereits über 26.000 Zuschauer gefunden.

### Album
Derzeit arbeitet Rafał Majewski an seinem Debütalbum, bei dessen Entstehung weltweit angesehene Musiker ihre Mitwirkung zugesagt haben – darunter u. a. Kwame Yeboah, der Gitarrist von Craig David. Das Talent und die musikalische Kreativität Rafałs wurden mehrmals von den größten Persönlichkeiten der polnischen und internationalen Musikszene gewürdigt:

„Als ich zum ersten Mal seinen Gesang gehört habe, dachte ich sofort, dass er ein wahres Talent ist. Rafał Majewski ist ein äußerst vielversprechender Künstler, der wohl sehr bald einem breiteren Publikum bekannt sein wird. Nicht nur, weil er eine faszinierende Stimme, Musikalität und Fähigkeiten als Instrumentalist besitzt, sondern auch, weil er eine wirklich charismatische Persönlichkeit zu sein scheint. Ich drücke ihm die Daumen und empfehle ihn Ihrer Aufmerksamkeit. Rafał Majewski kommt.“

## Diskografie

### Singles
| Jahr | Interpret/Album                                                                        | Titel      |
| ---- | -------------------------------------------------------------------------------------- | ---------- |
| 2012 | Rafał Majewski - Smooth Jazz Cafe 12 (Various Artists) - Label: Universal Music Polska | Inara Lyn  |
| 2014 | Rafał Majewski feat. Moses Stone                                                       | Night Game |

### Coverversionen
- 2010 – Falling Slowly (aus dem Film „Once“, von Glen Hansard & Markéta Irglová)
- 2011 – Just the Way You Are (von Bruno Mars)
- 2011 – You Are So Beautiful (von Joe Cocker)
- 2012 – Let It Snow (von Vaughn Monroe)
- 2012 – Broken Strings (von James Morrison)
- 2013 – Diamonds  (von Rihanna)
- 2014 – Loyal  (von Chris Brown)
- 2014 – Home  (von Michael Bublé)
- 2015 – We Found Love  (von Rihanna)